# Sewerynów (powiat sochaczewski)
Sewerynów – wieś w Polsce położona w województwie mazowieckim, w powiecie sochaczewskim, w gminie Iłów.
Sołectwo Sewerynów-Wisowa tworzą wsie Sewerynów i Wisowa.
W latach 1975–1998 miejscowość należała administracyjnie do województwa płockiego.